# Santa Maria della Scala (Siena)
O hospital Santa Maria della Scala fica localizado em Siena, Itália. Hoje um museu, já foi um importante hospital cívico dedicado a cuidar de crianças abandonadas, pobres, doentes e peregrinos. Os fundos foram obtidas parcialmente com legados e doações dos cidadãos de Siena, especialmente dos ricos. O chefe do hospital era o reitor que administrava os irmãos leigos responsáveis por seu funcionamento.
Santa Maria della Scala foi um dos primeiros hospitais da Europa e é um dos hospitais mais antigos que ainda existem no mundo. Teve um importante papel cultural e é considerada um dos 3 principais polos artísticos de Siena.

## Localização
O hospital parcialmente recebe o nome de sua posição. Localizado em frente à Piazza del Duomo da Catedral de Siena, Santa Maria della Scala refere-se à sua posição em frente aos degraus que levam à Catedral. O Hospital é composto por um complexo de edifícios. Esses edifícios foram ampliados e melhorados ao longo dos anos, mas as propriedades do Hospital também incluíam grande parte da Via del Capitano e terrenos fora das muralhas da cidade, bem como outros hospitais menores.  Por volta dos séculos XIII e XIV, o Hospital organizou seus terrenos em grandes propriedades agrícolas. Isso teria "representado a maior concentração de terras do estado de Siena". Este terreno agrícola ajudou a sustentar financeiramente as obras do Hospital.
Seções particulares dignas de nota incluem a Igreja da Santissima Annuziata, construída no final do século XIII, mas totalmente renovada no final do século XV, e o Pellegrinaio. O Pellegrinaio (ou "Salão do Peregrino") é o salão principal onde os peregrinos estavam hospedados. Também serviu de local para festas públicas. Este salão, juntamente com outro especificamente para abrigar mulheres, foi construído por volta de 1325. A igreja da Santissima Annuziata, construída durante o século XIII, foi ampliada na segunda parte do século XV, juntamente com a "expansão vertical" do Palazzo del Rettore.

## Missão filantrópica
Desde pelo menos 1193 até ao século XVIII, o Hospital assumiu muitos empreendimentos filantrópicos:
Bebês abandonados muitas vezes encontravam seu caminho para o hospital. Registros meticulosos foram mantidos dos detalhes relativos a cada criança, a fim de que os pais originais pudessem posteriormente encontrá-los. O procedimento para o cuidado das crianças foi implementado de acordo com a idade: quando crianças, elas eram dadas a amas de leite e posteriormente desmamadas e educadas. Aos 8 anos, eles aprenderam um ofício e todos os lucros que obtiveram foram mantidos para eles. Quando completaram 18 anos, as crianças tinham a opção de ir embora. Aqueles que optaram por sair receberam todos os ganhos economizados, mais 100 soldi, um conjunto de roupas e móveis para uma casa. As meninas receberam 50 liras adicionais como dote.
Durante seu funcionamentos, refeições eram servidas aos pobres três vezes por semana. Os doentes também receberam alimentação e tratamento gratuitos. O tratamento dado pelo hospital aos enfermos era incomum para a época: sua política era ter um leito para cada paciente enfermo e os lençóis eram mantidos limpos. Além disso, no que foi sugerido como "um dos primeiros exemplos de tal objetivo terapêutico", os pacientes eram tratados para serem curados. O hospital empregou um médico normal e um cirurgião. No século XVI, acrescentou um cirurgião adicional. A medida que o Hospital se tornou um campo de treinamento para médicos, houve, durante os séculos XVII e XVIII, uma ênfase única no uso de uma abordagem de aprendizagem mais prática.
Outro serviço implantado pelo hospital foi o atendimento aos peregrinos. Eles receberam hospedagem e alimentação gratuitas nos corredores de peregrinação, que eram segregados por sexo. Quando eles partiam, os peregrinos recebiam vouchers para comer e beber no território de Siena enquanto continuavam suas viagens.

## História
Siena fica na Via Francigena, a principal estrada de peregrinação para Roma, e o Hospital foi provavelmente fundado para acomodar os peregrinos e outros viajantes que passavam pelos cânones do Duomo. Segundo a lenda, o Hospital foi fundado em 898 por um sapateiro chamado Sorore. No entanto, o primeiro documento conhecido mencionando é uma "escritura de doação" de 29 de março de 1090. O primeiro reitor, Beringerio, teria sido nomeado em 1200.
Para resolver as disputas internas entre o clero e os leigos sobre quem tinha mais autoridade, o Papa Celestino III emitiu uma bula papal em 1193 que declarou o hospital uma organização leiga independente da Catedral de Siena.
Em 1359, o Hospital adquiriu várias novas relíquias, incluindo parte do cinto da Virgem Maria e seu véu, possivelmente para estimular a viagem dos peregrinos. Mais relíquias foram adquiridas sob o reitor Giovanni Buzzichelli. Outras relíquias do Hospital incluíam as dos Santos Agostinho e Marcelino e um prego da cruz de Cristo.
No final do século XIII, o Hospital acelerou a sua expansão física e internamente começou a se dividir de acordo com as diferentes funções que desempenhava (como sede de confrarias, assistência a enfermos, acolhimento de peregrinos, etc.).
Em 1404, o Conselho de Siena assumiu o controle do processo de indicação do reitor e o transformou em uma prefeitura.
Na década de 1430, a confraria dedicada a São Jerônimo mudou-se para os quartos dos andares inferiores do Hospital, que eram diretamente acessíveis pela rua. Outras confrarias ativas neste momento incluem uma confraria mais antiga dedicada a Maria Santíssima, a irmandade de São Miguel Arcanjo, mais tarde renomeada para a irmandade de Santa Catarina da Noite, e uma confraria fundada por Andrea Gallerani que era "ativa nas boas obras" no Hospital.
Durante o século XVIII, o Hospital passou a fazer parte da universidade.
Em 1995, o Hospital abriu ao público como um museu. No início, foram apresentadas apenas as áreas consideradas mais significativas. À medida que mais áreas foram restauradas, o acesso aumentou. Ainda está sendo restaurado.

## Arte de Santa Maria della Scala

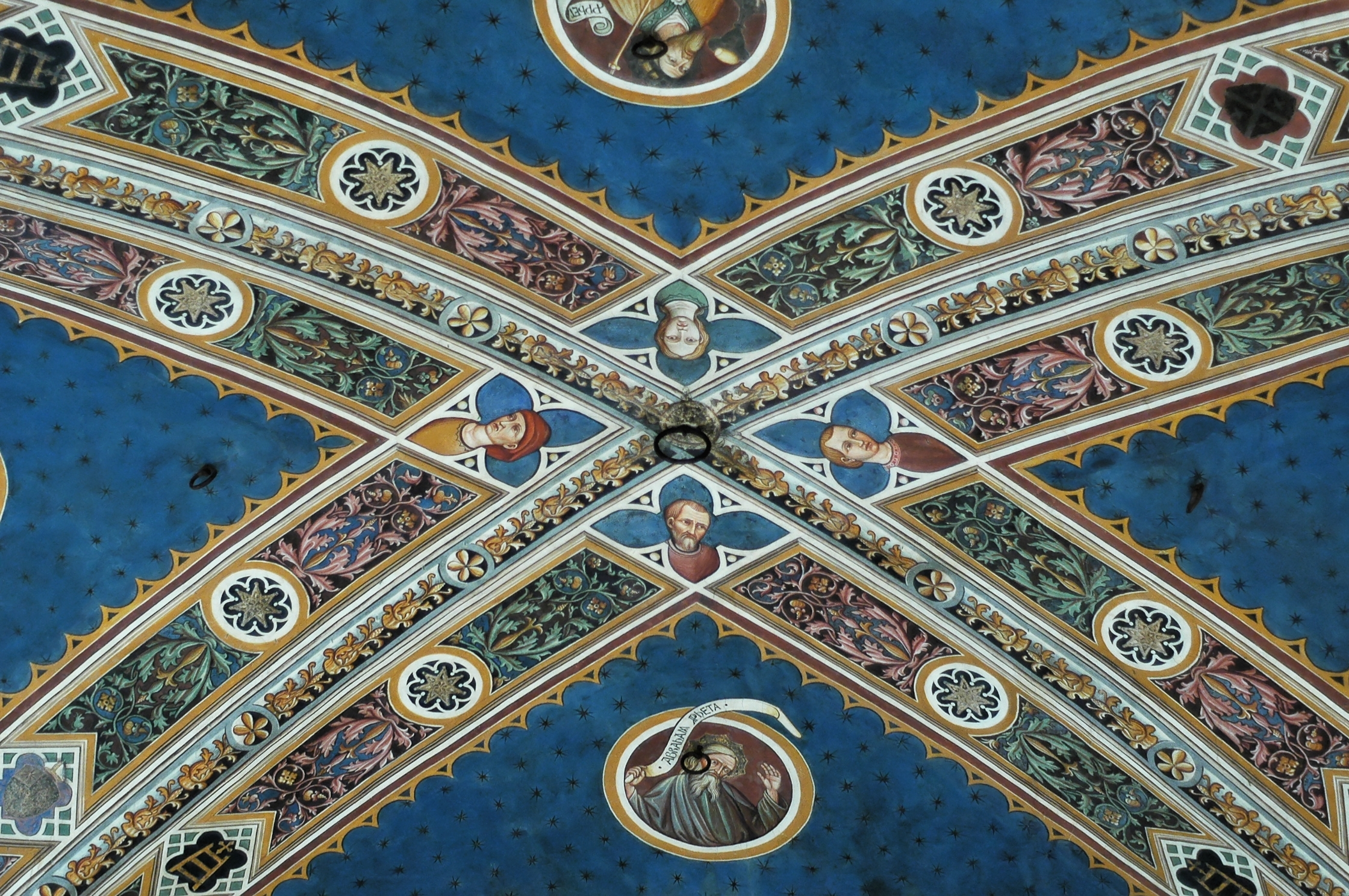
Afrescos no Salão do Peregrino, de Domenico di Bartolo

Na década de 1330, Santa Maria della Scala encomendou muitos afrescos internos e externos importantes, bem como várias peças de altar importantes, como o Tríptico da Trindade de Beccafumi. Os afrescos externos encomendados para o Ospedale (Santa Maria della Scala) infelizmente não existem mais. Devido aos documentos bem conservados, os artistas que criaram esses magníficos afrescos podem ser identificados como Simone Martini e os irmãos Lorenzetti, Pietro e Ambrogio.
A arte do interior de Santa Maria della Scala, no entanto, sobreviveu ao longo dos séculos. A maioria dessas peças eram retábulos criados após a Peste Negra . Vários artistas durante as décadas de 1370 a 1390 criaram essas pinturas. O principal artista dos retábulos foi Bartolommeo Bulgarini . Suas duas últimas pinturas sobreviventes foram uma Madonna e uma Assunção da Virgem . A Assunção da Virgem, encomendada em 1339, foi a maior e mais extravagante obra para o altar Ospedale contendo a relíquia do cinto da Virgem.

## Afrescos
A igreja tem uma série de afrescos que retratam a Vida da Virgem (1398):
- Nascimento da Virgem de Pietro Lorenzetti
- Apresentação no Templo de Ambrogio Lorenzetti
- Noivado da Virgem por Simone Martini
- Retorno da Virgem à casa dos pais também por Martini.

Estas cenas foram escolhidas não só para homenagear Maria, mas para dar reconhecimento aos seus pais, Santos Joaquim e Ana, sujeitos da especial devoção no Hospital durante as décadas de 1320 e 1330. Essas cenas estão entre as primeiras obras conhecidas que retratam o início da vida da Virgem e, como o afresco de Giotto sobre o assunto na Capela Arena em Pádua (completado em 1305), tornaram-se um modelo valioso para a iconografia.
Devido aos registros, sabe-se que Pietro e Ambrogio assinaram e dataram as obras da fachada de Santa Maria della Scala em 1335. Simone Martini e os irmãos Lorenzetti estavam entre os pintores mais talentosos da arte de Siena nessa época e dirigiam grandes estúdios. A pesquisa sugere que Amborgio Lorenzetti desenhou todos os quatro episódios da fachada do Ospedale. Ele e seu irmão, Pietro, trabalharam em colaboração nos afrescos. No entanto, dois desses projetos, o Bethrothal e Return, foram concluídos por Simone Martinti. Esses afrescos não existem mais e provavelmente foram destruídos no início do século XVIII.
O que se sabe ou se especula sobre esses afrescos vem de fontes de arquivo e de uma predela pintada por Sano di Pietro . Encomendado em 1448 para a Capella dei Signore no Palazzo Publico, o painel de Sano di Pietro contém as mesmas cenas que as pintadas na fachada do Ospedale. Acredita-se que as cenas deste retábulo sejam idênticas às pintadas por Simone Martini.

## Retábulos
Os retábulos que adornavam o interior de Santa Maria della Scala também se centravam na vida da Virgem Maria . O pintor principal destes retábulos foi Bartolommeo Bulgarini, cujas relações familiares foram fundamentais na sua seleção para esta encomenda. Outros artistas que não tinham ligações familiares com o Osepdale também foram contratados pela instituição e seus membros para complementar sua decoração. Bulgarini, no entanto, foi premiado com a encomenda de cinco dos retábulos principais.
Assunção da Virgem
Esta pintura de Bulgarini foi uma das maiores e mais extravagantes obras concluídas para o hospital. Foi encomendado para o altar que contém a relíquia do cinto da Virgem, ou cinto, obtido pelo hospital em 1359. Com base em evidências históricas e estilísticas, pode-se determinar que a pintura foi concluída em 1360.
O painel retrata a Virgem sentada em um banco de nuvens com as mãos em oração, olhando para frente. Ela está vestida com roupas esfarrapadas que são debruadas com faixas de trabalho de ponche, forradas com um azul brilhante. Acima da Virgem está um arco gótico. A parte superior do arco encosta na borda criando dois bolsos nos cantos. Em cada bolso há um grupo de profetas. Os profetas têm um pouco de cor, mas a maioria é revestida de ouro. Atrás da Virgem estão nove ângulos de bebês com faces vermelhas que circundam a figura flutuante da Virgem. Uma infinidade de anjos tocando instrumentos musicais e cantando hinos são colocados ao lado e abaixo dela. No centro, uma pequena figura de Santo Tomás vestido com uma túnica azul, roxa e dourada está entalada entre os anjos. Ele está de frente para a Virgem e levanta a mão para receber o cinto que a Virgem soltou como sinal de sua ascensão física ao céu. Grande parte da paleta de cores desta pintura é composta de folha de ouro.
As persianas do relicário de Andrea Gallerani
Concluído por um artista anônimo, este retábulo retrata o banqueiro e o aristocrático Gallerani. As venezianas externas do retábulo representam Gallerani, com o rosário nas mãos, dando as boas-vindas a quatro peregrinos. Os edifícios atrás deles provavelmente representam o hospital de Santa Maria Della Scala, onde Gallerani fundou uma irmandade de caridade não clérigos. Os traços faciais dos temas nas persianas exteriores do retábulo são representativos de uma nova iconografia na pintura deste estilo.  Atrás das venezianas, dentro do retábulo, Gallerani é retratado novamente. Nesta pintura, ele está ajoelhado no ato de orar com frequência dentro do hospital. Amarrado a uma viga suspensa no ar acima do telhado de um prédio de duas águas está um laço que pende e é amarrado ao redor do pescoço de Gallerani. A posição da figura sugere que, se ele cochilar, será enforcado.
Nascimento da virgem
Este retábulo foi concluído sete anos depois da mesma cena retratada na fachada de Santa Maria della Scala. O retábulo tríptico, Nascimento da Virgem, foi colocado no corpo principal da igreja onde seria visto por muitos peregrinos. Um tríptico é tipicamente um retábulo geralmente pintado em três painéis de madeira que às vezes são conectados por dobradiças e às vezes colados. Normalmente, um tríptico exibe três cenas diferentes. No entanto, este tríptico de afresco pintado por Pietro Lorenzetti é uma única cena separada por colunas de madeira pintadas ou esculpidas. O corte do tríptico reflete a forma do teto abobadado onde é colocado, causando uma ilusão tridimensional de profundidade. Exibir profundidade dessa maneira torna a habilidade de Lorenzetti como artista à frente de seu tempo. A primeira seção deste tríptico apresenta o idoso Joaquim, o pai da Virgem, em uma sala separada, sentado ao lado de um amigo, enquanto recebe a notícia do nascimento da Virgem de um menino.  A segunda seção retrata Santa Ana, que deu à luz recentemente a Virgem Maria, deitada em uma cama enquanto os servos limpam o bebê. Na terceira seção, as servas de St. Anne estão ao pé de sua cama com água potável e lençóis limpos. As salas nas quais as figuras são colocadas possuem uma qualidade gótica. O posicionamento e as características simplistas das figuras nesta composição seguem os elementos da arte bizantina.
Purificação da virgem
Este retábulo às vezes é confundido com Apresentação no Templo. Alguns outros detalhes dessa peça também podem ser confundidos com outras obras. No entanto, pesquisas recentes sobre este retábulo indicam que sua localização original é considerada a igreja do hospital de Santa Maria Della Scala. A ênfase nas figuras centrais da mãe idosa da Virgem, Ana e o idoso Simeão, está de acordo com a função do hospital de cuidar parcialmente dos idosos e enfermos.
A atenção de Ambrogio aos detalhes é bastante proeminente nesta peça. As figuras femininas estão vestidas com túnicas marrons, vermelhas e laranja. Alguns deles também usam lenços brancos ou brincos de ouro. O uso de vermelho, verde, rosa e cinza nas roupas destacam a arquitetura gótica. O ponto focal neste trabalho é bastante aparente, uma vez que os olhos de todas as figuras estão focados na figura infantil de Cristo. No entanto, uma figura dominante neste retábulo é a profetisa Anne, de 84 anos, que está ao lado de uma figura idosa de Simone. Simone segura o menino Jesus que está chupando o dedo.
Os retábulos da igreja do hospital de Santa Maria della Scala são tão importantes quanto as obras que foram retratadas na fachada do edifício. O retábulo mais conhecido é a Assunção da Virgem, criado por Bulgarini. A popularidade desta peça deve-se provavelmente aos documentos bem guardados sobre a peça e à importância de ter sido encomendada para comemorar uma relíquia religiosa.

## O Museu
O museu está aberto quase todos os dias do ano. Uma taxa de entrada é exigida com preços reduzidos para grandes grupos, estudantes, idosos e soldados. Moradores, crianças menores de 11 anos e inválidos têm entrada gratuita.
Através do museu, é possível visualizar mais da metade do complexo. São quase 12.000 metros quadrados de caminhos que cobrem as partes renovadas do Hospital. Alguns dos locais de interesse que um frequentador de museu pode explorar hoje são o Pellegrinaio, a Cappella del Manto (Capela do Manto), a Sagrestia Vecchia (Antiga Sacristia), a Cappella della Madonna (Capela da Virgem Maria) e o Oratórios da Compagnia di Santa Caterina della Notte e de Santa Maria sotto le colte. As esculturas destruídas de Jacopo della Quercia da Fonte Gaia são exibidas aqui, bem como desenhos e modelos da restauração de 1858 Uma animação em vídeo mapeia os vários estados da fonte ao longo dos séculos. Também estão incluídos um Museu Arqueológico com uma vasta exposição de urnas cinerárias etruscas e outros materiais, um Museu de Arte Infantil, a Biblioteca Giuliano Briganti e Biblioteca Fotográfica de Arte e outras instalações temporárias e espaços para convenções.